# Magomed Musáiev
Magomed Savarbekovich Musáiev (kirguís:Магомед Саварбекович Мусаев; Ingusetia, 11 de marzo de 1989) es un luchador kirguís de lucha libre. Participó en los Juegos Olímpicos de Londres 2012 en la categoría de 96 kg, consiguiendo un séptimo puesto. Compitió en dos campeonatos mundiales. Se clasificó en la novena posición en 2015. Consiguió una medalla de plata en los Juegos Asiáticos de 2014. Ganó una medalla de oro en Campeonato Asiático en 2012 y las medallas de plata en 2014, 2015 y 2016. Séptimo en Universiada de 2013.